# Ла-Мальбе
Ла-Мальбе (фр. La Malbaie) — муниципалитет в районе Шарлевуа-Эст в провинции Квебек, Канада, расположен на северном берегу реки Святого Лаврентия, в устье реки Мальбе. Ранее был известен как Мюррей-Бэй.
Развитие туризма в этой области восходит к 1760 году, когда шотландские феодалы Джон Нэйрн и Малькольм Фрейзер начали прием посетителей в своих поместьях.

## История

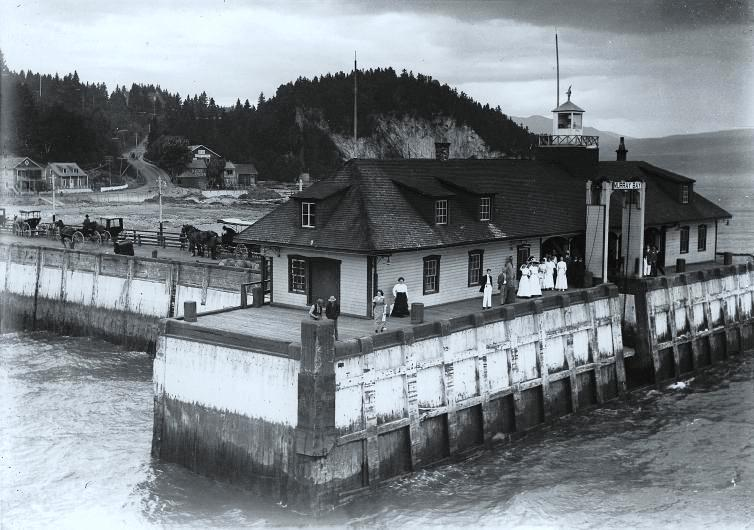
Мюррей-Бэй, около 1912

В 1608 году Самюэль де Шамплен посетил этот район. Он не мог найти подходящий причала для своего корабля в бухте и поэтому назвал его Малле Бай (архаизм-французски «плохой/плохой залив»), поскольку во время отлива вода отступила, и его корабли сели на мель.
В 1761 году два шотландских офицеров британской армии были привлечены красотой этого места, и каждый из них пытался получить концессию. Джон Нэйрн (1731—1802) получил концессию на западном берегу реки Мальбе, который он впоследствии назвал Мюррей-Бэй. Малькольму Фрейзеру (1733—1815) для концессии была предоставлена восточная часть, которая стала районом Маунт-Мюррей. Они также переименовали залив, поселок и реку в Мюррей.
В районе Мюррей-Бэй находился летний дом семьи Тафт, в том числе Президента США Уильяма Говарда Тафт.
В 1957 году Сент-Этьен-де-Мюррей-Бэй был переименован в Сент-Этьен-де-ла-Мальбе. Год спустя, деревня изменила статус и стала городом Ла Мальбе. Позже к новому городу были присоединены окрестные районы.
В июне 2018 года в Мальбе в отеле «Фэрмонт Ле Мануар Ришелье» состоялся 44-й саммит G7.

## Сейсмическая опасность

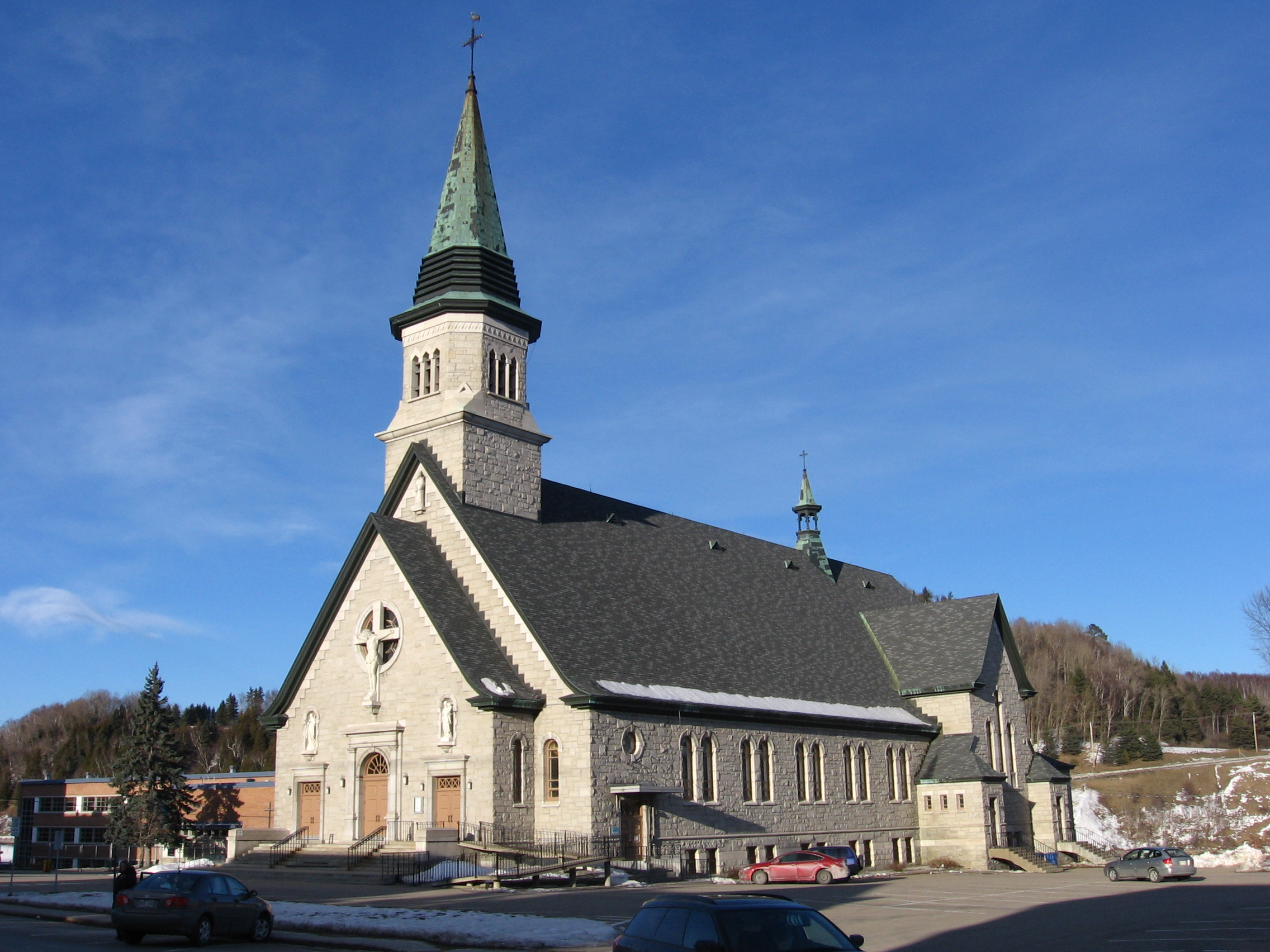
Церковь Ла Мальбе возле мэрии

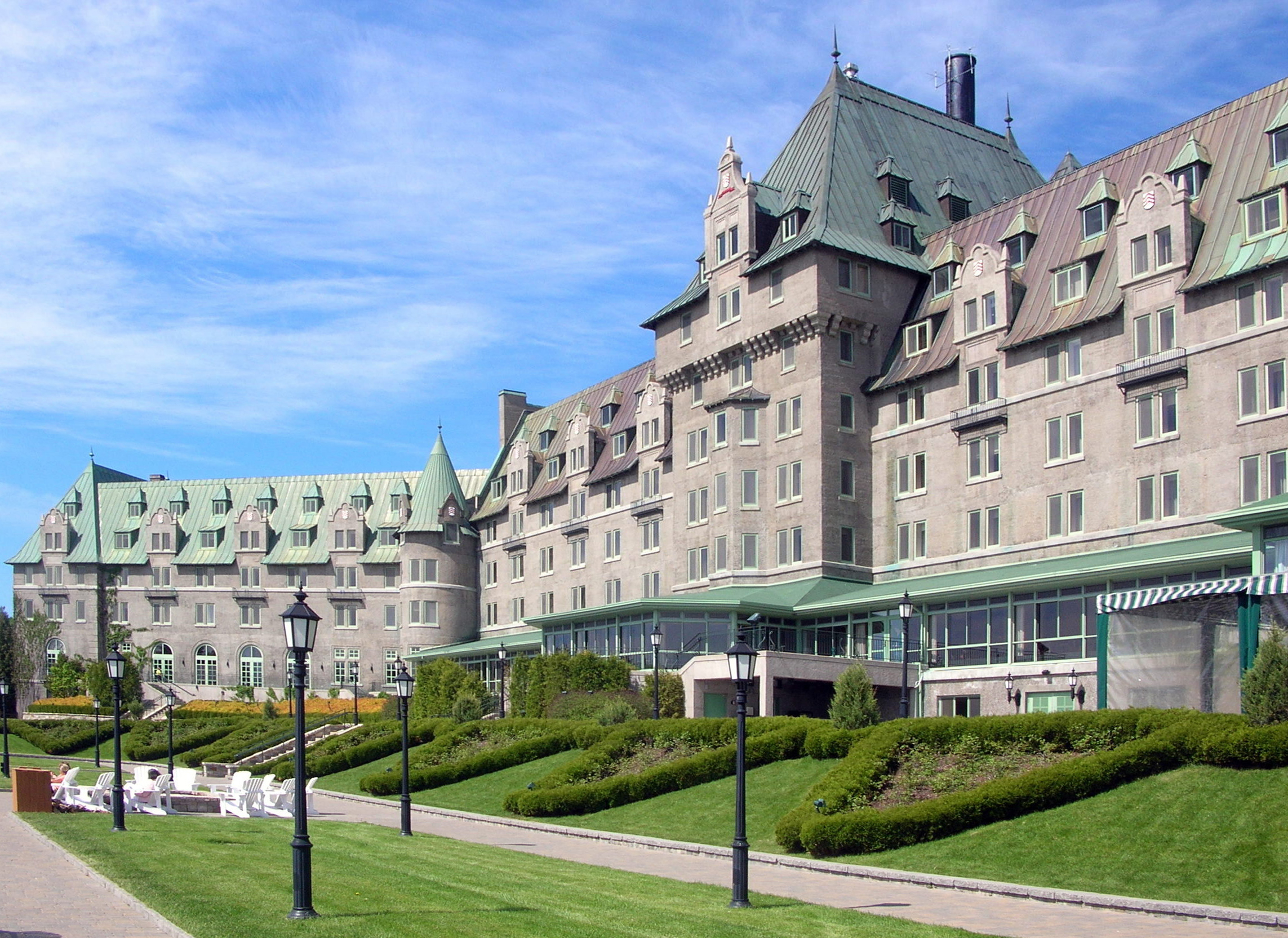
Фэрмонт Ле Мануар Ришелье

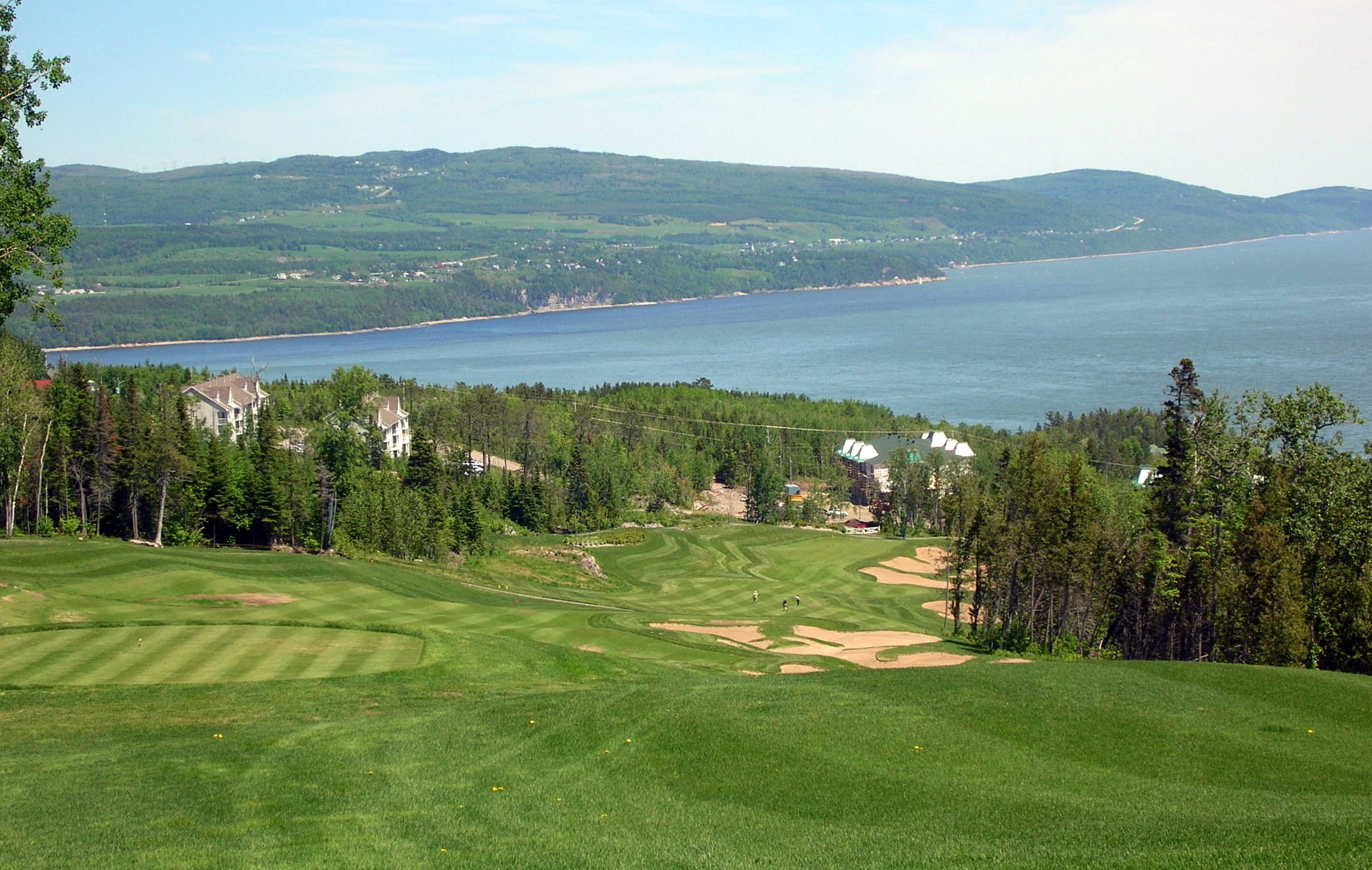
Вид Мальбе из Мануар Ришелье

Ла-Мальбе находится в сейсмической зоне Шарлевуа, которая является наиболее активным сейсмическим районом в Восточной Канаде. Ла Мальбе отличается чрезвычайно высокой сейсмической опасностью, хотя значительных землетрясений в регионе в последнее время не происходило.

## Демография

### Население
| Год  | Численность | Численность |
| ---- | ----------- | ----------- |
| 2011 | 8862        | [ 3 ]       |
| 2016 | 8271        | [ 4 ]       |
| 2019 | 8164        | [ 5 ]       |
| 2020 | 8264        | [ 6 ]       |
| 2021 | 8235        | [ 7 ]       |
| 2022 | 8387        | [ 6 ]       |

### Язык
- Родной язык:
  - Английский как первый язык: 0,4 %
  - Французский как первый язык: 98,0 %
  - Английский и французский в качестве первого языка: 0 %
  - Другие: 1,6 %